# Kabikiejmy
Kabikiejmy (dawniej niem. Ober Kapkeim, Kabikiejmy Górne) – wieś w Polsce położona w województwie warmińsko-mazurskim, w powiecie olsztyńskim, w gminie Dobre Miasto. W latach 1975–1998 miejscowość administracyjnie należała do województwa olsztyńskiego. Wieś znajduje się w historycznym regionie Warmia.

## Historia
Wieś pruska lokowana w 1361 r. przez biskupa warmińskiego Jana Stryprocka, na dawnym pruskim polu osadniczym Cabekayme. Nadanie otrzymali Prusowie, bracia: Sanglando, Bartłomiej, Sangawisse i Krystian. Mieszkańcy zobowiązani zostali do wystawieni jednej służby zbrojnej konno, a na św. Marcina uiszczać czynsz rekognicyjny po korcu pszenicy i żyta, funt wosku i sześć denarów chełmińskich. Wieś należała do parafii w Sętalu. W 1656 r. wieś obejmowała 38 włók, zamieszkana była przez 7 wolnych pruskich i 7 służących. W 1688 r. w Kabikiejmach Górnych było 11 wolnych chełmińskich, trzech komorników i jeden rzemieślnik. Biskup warmiński Michał Stefan Radziejowski nadał wsi 4 włóki, potwierdzone przez biskupa warmińskiego Teodora Andrzeja Potockiego w 1722 r. Z tych włók dwie sprzedano Janowi Hoffmanowi za zgodą biskupa warmińskiego Krzysztofa Jana Szembeka. W 1781 r. do kaplicy przeniesiono ołtarz z kościoła w Jesionowie.
W 1817 r. we wsi było 209 domów z 123 mieszkańcami. W 1846 r. w Kabikiejmach Górnych było 26 domów i 216 mieszkańców (wszyscy katolicy). Według spisu z 1858 r. we wsi było 36 domów zamieszkanych przez 282 osoby (w tym dwóch ewangelików i 326 katolików). W 1871 r. we wsi były już 43 domy i 332 mieszkańców (6 ewangelików i 326 katolików). W 1875 r. wybudowano kaplicę pw św. Rodziny i św. Rocha. W 1905 r. we wsi mieszkało 331 osób (21 ewangelików, 291 katolików). W 1939 w Kabikiejmach Górnych mieszkało 255 osób. 
Po II wojnie światowej wieś zasiedlili przesiedleńcy z Wileńszczyzny i okolic Rzeszowa. W 1950 r. wieś została podłączona do sieci elektrycznej. W 1984 r. w Kabikiejmach było 24 gospodarstw rolnych i mieszkało 139 osób. W 2010 r. we wsi mieszkało 126 osób, w tym 69 kobiet i 57 mężczyzn. W 2014 r. we wsi było 136 osób. We wsi działała szkoła podstawowa. Obecnie dzieci uczęszczają do szkoły w Barcikowie.

## Zabytki
- Kaplicę pw św. Rodziny i św. Rocha z 1875 r. W środku ołtarz (prawdopodobnie wykonany przez Piotra Rutkowskiego z Dobrego Miasta), przeniesiony w 1781 r. z Jesionowa, z dwoma obrazami, jeden przedstawiający św. Walentego (z 1824 r.) i drugi z wizerunkiem św. Andrzeja.
- Grodzisko pruskie (pozostałości)[4]